# Monte Mair
El monte Mair (en inglés: Mount Mair) es una elevación de 780 m s. n. m. de altura, ubicada entre la ensenada Brandt, el estrecho de Larsen y el fiordo de Drygalski en la parte sur de Georgia del Sur, en el océano Atlántico Sur, cuya soberanía está en disputa entre el Reino Unido el cual las administra como «Territorio Británico de Ultramar de las islas Georgias del Sur y Sandwich del Sur», y la República Argentina que las integra al Departamento Islas del Atlántico Sur, dentro de la Provincia de Tierra del Fuego, Antártida e Islas del Atlántico Sur. Fue nombrado por el Comité Antártico Lugares Geográficos del Reino Unido (UK-APC) por Bruce F. Mair, geólogo del British Antarctic Survey (BAS), quien llevó a cabo una amplia cartografía geológica de la zona en las temporadas de campo 1974/75 y 1976/77.